# Pikmin Bloom
Pikmin Bloom is een augmented realityspel uit 2021 in de Pikmin-serie. Het is ontwikkeld en uitgegeven door Niantic voor smartphones. Net als Pokémon Go zet het spel mensen aan om tijd in de buitenlucht door te brengen. Als de speler in het echt rondloopt, kan de speler in het spel verschillende soorten bloemen planten, zogenoemde Pikmin-wezens laten groeien en voorwerpen voor het verzorgen en bevrienden van deze wezens verzamelen. Het spel kwam eind oktober 2021 uit in Australië en Singapore, en november 2021 wereldwijd.

## Gameplay
De wandelende speler wordt afgebeeld als een Mii. Een deel van de Pikmin die een speler heeft lopen achter de speler aan. De speler en zijn Pikmin kunnen een spoor van bloeiende bloemen achterlaten. En de Pikmin kan onderweg items vinden zoals fruit en speciale kostuums voor de Pikmin. Er groeit een bloem op de hoofden van de Pikmin als ze te eten krijgen, deze bloemen kunnen weer gebruikt worden om meer bloemen op de kaart te planten. Spelers kunnen op verkenning gaan om bloemen met verschillende kleuren te verzamelen die gebonden zijn aan een locatie. Er zijn geplande, gezamenlijke multiplayer-evenementen met grote bloemen.
Het spel is gratis om te spelen. Net als Pokémon Go van Niantic kan de speler echt geld gebruiken om virtuele munten te kopen, met deze munten kunnen voorwerpen in het spel gekocht worden die de spelvoortgang bevorderen.
De speler kan echte foto's maken met de virtuele Pikmin. De logboekfunctie is geïnspireerd op Olimar's dagelijkse scheepslogboeken uit het eerste Pikmin-spel. Deze functie moedigt de speler aan om foto's te maken en hier een beschrijving bij te zetten om een persoonlijk dagboek bij te houden in het spel. De app maakt verbinding met Apple Gezondheid en Google Fit om stappen te tellen, maar kan niet met een smartwatch verbinden.

## Ontwikkeling
Niantic ontwikkelde Pikmin Bloom onder licentie van Nintendo nadat Niantic en Nintendo al eerder had samengewerkt aan Pokémon Go.
Het spel werd voor het eerst aangekondigd in 2021. Het spel was als eerste beschikbaar in Australië en Singapore op 27 oktober 2021, Noord- en Zuid-Amerika op 28 oktober, Japan op 1 november 2021, en ten slotte kwam het wereldwijd beschikbaar op 2 november 2021.

## Ontvangst
De eerste testers van het spel vergeleken Pikmin Bloom met een fitnesservaring in spelvorm. Het spel is vergelijkbaar met fitness-apps die stappen omzetten in munten en minigames.
Sommige Android-gebruikers die Android 11 of 12 gebruikten meldden bij de lancering van het spel vertraagde notificaties, waaronder Sms-berichten. De eerste meldingen van de vertraagde notificaties werden gedaan tijdens het bètatesten. Niantic erkende de problemen en bracht twee updates uit die de vertraagde notificaties minimaliseerden.